# Кубанка (Переволоцкий район)
Куба́нка — село в Переволоцком районе Оренбургской области. Административный центр Кубанского сельсовета.

## Географическое положение
Село находится на левом берегу реки Большой Уран, на расстоянии 80 км к северо-западу от города Оренбург, административного центра района и области.

### Часовой пояс
Село Кубанка, как и вся Оренбургская область, находится в часовой зоне МСК+2. Смещение применяемого времени относительно UTC составляет +5:00.

## История
Немецкое меннонитское село основано в 1895 году переселенцами из молочанских колоний. Меннитская община Клубниково. До революции 1917 года входило в состав Абрамовской, затем Кипчакской волости Оренбургского уезда Оренбургской губернии. После — в составе Покровского, Кичкасского немецкого и Новосергиевского районов. В 1932 году образован колхоз «Спартак», с 1950 года отделение колхоза Победа, с 1975 года имени Тельмана.

## Население
| 1900  | 1903  | 1917 | 1920 | 1926 | 1930 | 1976 |
| ----- | ----- | ---- | ---- | ---- | ---- | ---- |
| 95    | ↘29   | ↗195 | ↘177 | ↘117 | ↗127 | ↗935 |
| 2002  | 2010  |      |      |      |      |      |
| ↗1159 | ↘1126 |      |      |      |      |      |

### Национальный состав
По данным Всероссийской переписи населения 2010 года:
| № | Национальность | Численность, чел. | Доля |
| - | -------------- | ----------------- | ---- |
| 1 | русские        | 761               | 68 % |
| 2 | татары         | 117               | 10 % |
| 3 | немцы          | 69                | 6%   |
| 4 | башкиры        | 49                | 4%   |
| 5 | украинцы       | 60                | 5%   |
| 6 | болгары        | 24                | 2%   |
| 7 | узбеки         | 13                | 1 %  |
| 8 | прочие         | 33                | 3%   |

## Улицы
| - ул. Заводская, - ул. Клубниковская, - ул. Курченко, - ул. Макаренко, | - ул. Молодёжная, - ул. Советская, - ул. Степная. |